# Aljoscha-Monument

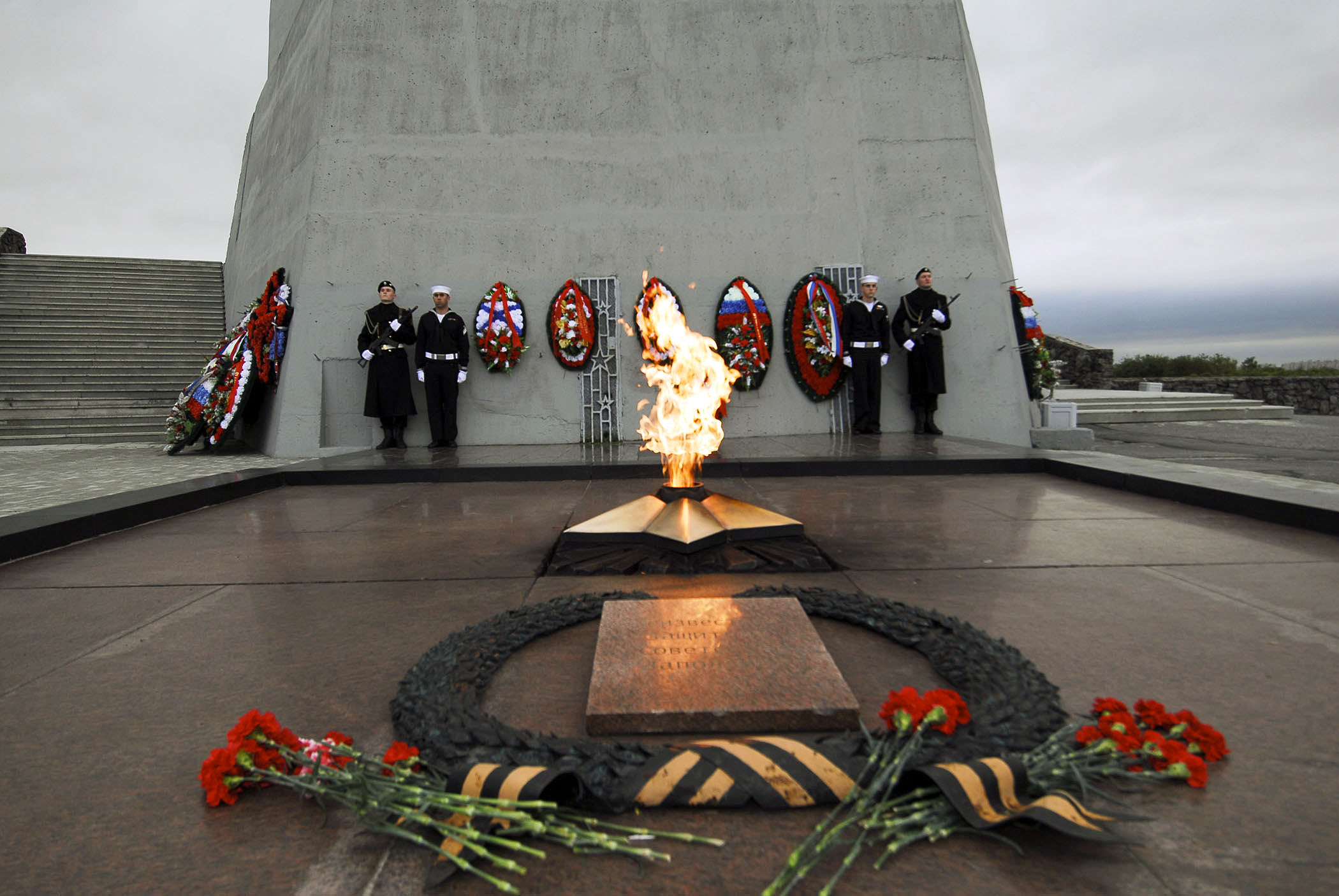
Ewige Flamme und Grab des Unbekannten Soldaten

Das Aljoscha-Monument ist eine 35,5 m hohe Statue in Murmansk, Russland, die zu Ehren der in der Arktis gefallenen russischen Soldaten des Zweiten Weltkriegs errichtet worden ist. Der offizielle Name der Statue heißt Den Verteidigern der Sowjetischen Arktis im Großen Vaterländischen Krieg bzw. auf Russisch Защитникам Советского Заполярья в годы Великой Отечественной войны. Im allgemeinen Sprachgebrauch wird die Statue liebevoll „Aljoscha“ genannt, die Verkleinerungsform des russischen Vornamens „Alexei“.

## Beschreibung
Die Statue stellt einen Soldaten mit grauem Überrock dar, dem eine Maschinenpistole über der rechten Schulter hängt. Er schaut in die Ferne nach Westen. Dort fanden während des Zweiten Weltkriegs im Juli 1941 schwere Kämpfe statt, als deutsche Soldaten im Zuge des „Unternehmens Silberfuchs“ am Ende vergeblich versuchten Murmansk einzunehmen. Die Statue steht auf einer Anhöhe, von der man einen weiten Blick über den Hafen von Murmansk hat. Sie besteht aus Granit, sie ist 35,5 m hoch, der Sockel hat eine Höhe von 7 m und das Gewicht beträgt über 5000 t.
Der Sockelbereich enthält zwei Kapseln, die eine ist mit Seewasser gefüllt, das an der Untergangsstelle des sowjetischen Patrouillenboots Tuman entnommen wurde. Das Boot war 1941 von drei deutschen Zerstörern versenkt worden. Die andere Kapsel enthält Erde vom verlustreichen Schlachtfeld am Fluss Werman. Vor der Statue befindet sich ein mit Granitplatten gepflasterter Bereich, der die zentrale Erinnerungsstätte mit dem Grab des Unbekannten Soldaten und einer Ewige Flamme darstellt. Hinter der Statue ist ein langgestrecktes, schräg in Richtung auf den Soldaten ansteigendes Bauwerk. Es soll als Symbol der Trauer an eine Flagge auf halbmast erinnern. Auf dem Areal in der Nähe der Statue befindet sich eine Stele aus Granit mit einer Inschrift zu Ehren der gefallenen Kämpfer, die Stele ist rechts und links von Flugabwehrkanonen eingerahmt.

## Geschichte
I. A. Pokrowski und I. D. Brodski entwarfen die Statue und stellten sie her. Ursprünglich sollte sie im Zentrum der Stadt Murmansk stehen, man entschied sich dann aber für den heutigen Standort am Hochufer der Kola-Bucht, an dem früher auch die Flugabwehrgeschütze standen. Der Bau begann 1969, die feierliche Einweihung erfolgte am 19. Oktober 1974 in Verbindung mit dem 30. Jahrestag des Siegs über die deutsche Wehrmacht in der sowjetischen Arktis. Mehrere Hundert Einwohner von Murmansk und zahlreiche Gäste wohnten der Feier bei. Am 9. Mai 1975 wurde die Gedenkstätte vor der Statue eingeweiht, nachdem der Unbekannte Soldat dorthin umgebettet worden war, bei der Feier wurde die Ewige Flamme entzündet.